# Gornja Trešnjica
Gornja Trešnjica (Servisch cyrillisch Горња Трешњица) is een plaats in de Servische gemeente Ljubovija. De plaats telt 291 inwoners (2002).